# Kyrkebytjärnet
Kyrkebytjärnet är en sjö i Årjängs kommun i Värmland och ingår i Göta älvs huvudavrinningsområde. Sjön har en area på 0,0527 kvadratkilometer och ligger 114,3 meter över havet.

## Delavrinningsområde
Kyrkebytjärnet ingår i det delavrinningsområde (661284-127470) som SMHI kallar för Mynnar i Töck. Medelhöjden är 149 meter över havet och ytan är 3,4 kvadratkilometer. Räknas de 3 avrinningsområdena uppströms in blir den ackumulerade arean 72,03 kvadratkilometer. Torpedalsälven som avvattnar avrinningsområdet har biflödesordning 3, vilket innebär att vattnet flödar genom totalt 3 vattendrag innan det når havet efter 268 kilometer. Avrinningsområdet består mestadels av skog (73 procent) och öppen mark (15 procent). Avrinningsområdet har 0,05 kvadratkilometer vattenytor vilket ger det en sjöprocent på 1,4 procent.